# Cartman Sucks
«Cartman Sucks» («Cartman apesta» en Hispanoamérica y España) es el segundo episodio de la undécima temporada (1102 # 155) de la serie animada South Park de Comedy Central. Estrenado el  14 de marzo de 2007. Este episodio hace parodia y crítica a las terapias de conversión que se dan en los Estados Unidos.

## Argumento
Cartman se ha aficionado a tomar fotos de Butters mientras que duerme en la casa de Cartman. Posteriormente le muestra una foto suya a Stan, Kenny y Kyle en la que tiene el pene de Butters en su boca. Ellos le hacen notar que la foto en realidad es más degradante para él que para Butters.
Pensando que puede servir para mejorar su imagen, Cartman intenta engañar a Butters para que sea Cartman el que ponga su pene en la boca de Butters. Cuando el padre de Butters los descubre, cree que Butters tiene tendencias homosexuales y envía a su hijo a un campo de terapia para que lo traten. 
En el campo, los niños se deprimen y es muy común que se suiciden. Butters se hace amigo de su compañero de habitación, Bradley, y cuando las autoridades del campo descubren un catálogo de ropa íntima masculina en poder de Bradley los castigan a ambos. Butters discute con Bradley la idea de suicidarse saltando desde un puente, y desafía la intolerancia del campo hacia la homosexualidad.
Mientras, Cartman cree que Kyle ha robado la foto en que está él con el pene de Butters en su boca, y para evitar que Kyle tenga la satisfacción de enseñarla, Cartman le muestra la foto a toda la clase, justo antes de descubrir que Kyle nunca tuvo la foto y que la misma había estado debajo de su escritorio en su casa.